# Wirges
Wirges est une ville et chef-lieu de la Verbandsgemeinde de Wirges, dans l'arrondissement de Westerwald, en Rhénanie-Palatinat, dans l'ouest de l'Allemagne.

## Jumelages
- Montchanin (France)
- Samobor (Croatie)